# Morti nel 1207
| Questa pagina contiene informazioni ricavate automaticamente dalle voci biografiche con l'ausilio del template Bio e di un bot. L'aggiornamento è periodico e automatico e ricostruisce completamente la pagina. Se manca una persona in questa lista, sei pregato di non aggiungerla, ma accertati piuttosto che la sua voce biografica contenga il template Bio e che i dati anagrafici siano correttamente compilati. Se il template Bio manca, inseriscilo tu stesso o, in alternativa, metti l'avviso {{tmp\|Bio}} che ne segnala la mancanza. Se i dati riportati sono sbagliati, correggi direttamente la voce biografica; le modifiche saranno visibili in questa lista entro pochi giorni. Per chiarimenti vedi il progetto biografie. La lista contiene solo le 22 persone che sono citate nell'enciclopedia e per le quali è stato implementato correttamente il template Bio. Pagina aggiornata al 10 apr 2025. |

- 15 marzo - Alfonso del Portogallo (n. 1135)
- 10 aprile - Filippo I da Lampugnano, arcivescovo cattolico italiano
- 13 maggio - Bertrando II di Forcalquier, conte
- 29 maggio - Bona di Pisa, santa italiana (n. 1156)
- 6 giugno - Gerardo dei Tintori, santo italiano (n. 1134)
- 19 giugno - Ubaldo Lanfranchi, arcivescovo cattolico e generale italiano
- 4 settembre - Rambaldo di Vaqueiras, trovatore e militare francese (n. 1165)
- 3 novembre - Arduico II di Brema, arcivescovo cattolico tedesco
- 22 novembre - Al-Mīrtulī, mistico e poeta arabo (n. 1128)
- 30 dicembre - Diego d'Acebo, vescovo cattolico spagnolo (n. 1170)
- Alessandro Győr, nobile ungherese
- Bonifacio I del Monferrato, sovrano italiano (n. 1150)
- Cuno I di Münzenberg, nobile tedesco
- Benedetto Falier, patriarca cattolico italiano
- Ranieri Caetani, diplomatico e politico italiano
- Guglielmo II, conte di Jülich, conte
- Kalojan di Bulgaria, sovrano bulgaro
- Erling Steinvegg, nobile norvegese
- Raniero da Ponza, monaco cristiano e teologo italiano (n. 1130)
- Orso di Bobone, politico italiano
- Ottone I di Gheldria, conte
- Geoffrey le Rat, francese